# Tarache aprica

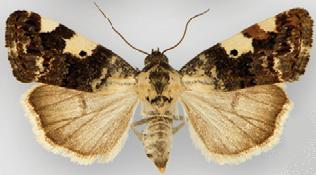
Tarache aprica vrouwtje

Tarache aprica is een vlinder uit de familie van de uilen (Noctuidae). De wetenschappelijke naam van deze soort is voor het eerst voorgesteld als Noctua aprica door Jacob Hübner in een publicatie uit 1808.
De soort komt voor in de Verenigde Staten.